# Pelagio Rossi
Pelagio Rossi (Napoli, 18 novembre 1875 – ...) è stato un politico italiano.

## Biografia
Conseguita la laurea in giurisprudenza, esercitò la professione di avvocato.

Fu sindaco di Torre Annunziata per cinque mandati non consecutivi. Fu eletto la prima volta il 21 giugno 1903 e successivamente nel 1906, 1910 e 1923. Durante il quarto mandato da sindaco lasciò l'incarico, in quanto fu eletto alla Camera dei deputati. A fine legislatura ritornò a Torre Annunziata come podestà.